# Nouvelle église d'Iisalmi
Pour les articles homonymes, voir Nouvelle église.
La nouvelle église d'Iisalmi (finnois : Iisalmen uusikirkko) ou église de la sainte Croix  (finnois : Pyhän Ristin kirkko) est située à Iisalmi en Finlande. 

## Architecture
Conçue par l'architecte Eino Pitkänen elle est construite en 1933-1934 et inaugurée le 14 octobre 1934. 
L'édifice de brique et de béton représente la Nouvelle Objectivité proche du fonctionnalisme.
Le retable est une  mosaïque d'Uuno Eskola représentant la crucifixion.

## Biographie
- Knapas, Marja Terttu: ”Iisalmen kirkot”, Ylä-Savon kirkot. Tammisaari: Museovirasto, 1993.  (ISBN 951-9075-65-8).